# Петер Арбо
Петер Ніколай Арбо (норв. Peter Nicolai Arbo; 18 червня 1831, Скогер — 14 жовтня 1892, Християнія) — норвезький художник, майстер історичного та батального живопису на мотиви норвезького епосу та скандинавської міфології.

## Біографія
Петер Арбо розпочав свою художню освіту з року навчання в художній школі Копенгагена (1851—1852). Згодом продовжив освіту в художній академії Дюссельдорфу. У 1863—1871 жив і працював у Парижі, після чого повернувся до Норвегії.
Серед найбільш відомих картин Арбо, зокрема, «Дике полювання» (норв. Åsgårdsreien, 1872, зберігається в Національній галереї) і «Валькірія» (норв. Valkyrien), котра існує у двох версіях. Перша з них створена в 1864-му (або в 1865) році в Парижі. Вперше виставлена в 1866 році у Стокгольмі де була придбана шведським королем Карлом XV. Зберігається в Національному музеї. Другий варіант датується 1869 і знаходиться в Національній галереї (Осло). Велика кількість робіт Петера Арбо написані як ілюстрації до книг з норвезької історії та міфології. У 1866 році митець представлений до нагородження орденами Святого Олафа і Вази.

## Творчість
- Загибель Святого Олафа в битві близ Стіклестаду (1859)
- Гокон I Добрий (1860)
- Перехід Сверріра через гори у Воссі (1861)
- Валькірія (1864)
- Інгеборг (1868)
- Битва при Стемфорд Брідж (1870)
- Дике полювання Одіна (1872)
- Гізур викликає гунів на двобій (1886)

та інші.

## Галерея

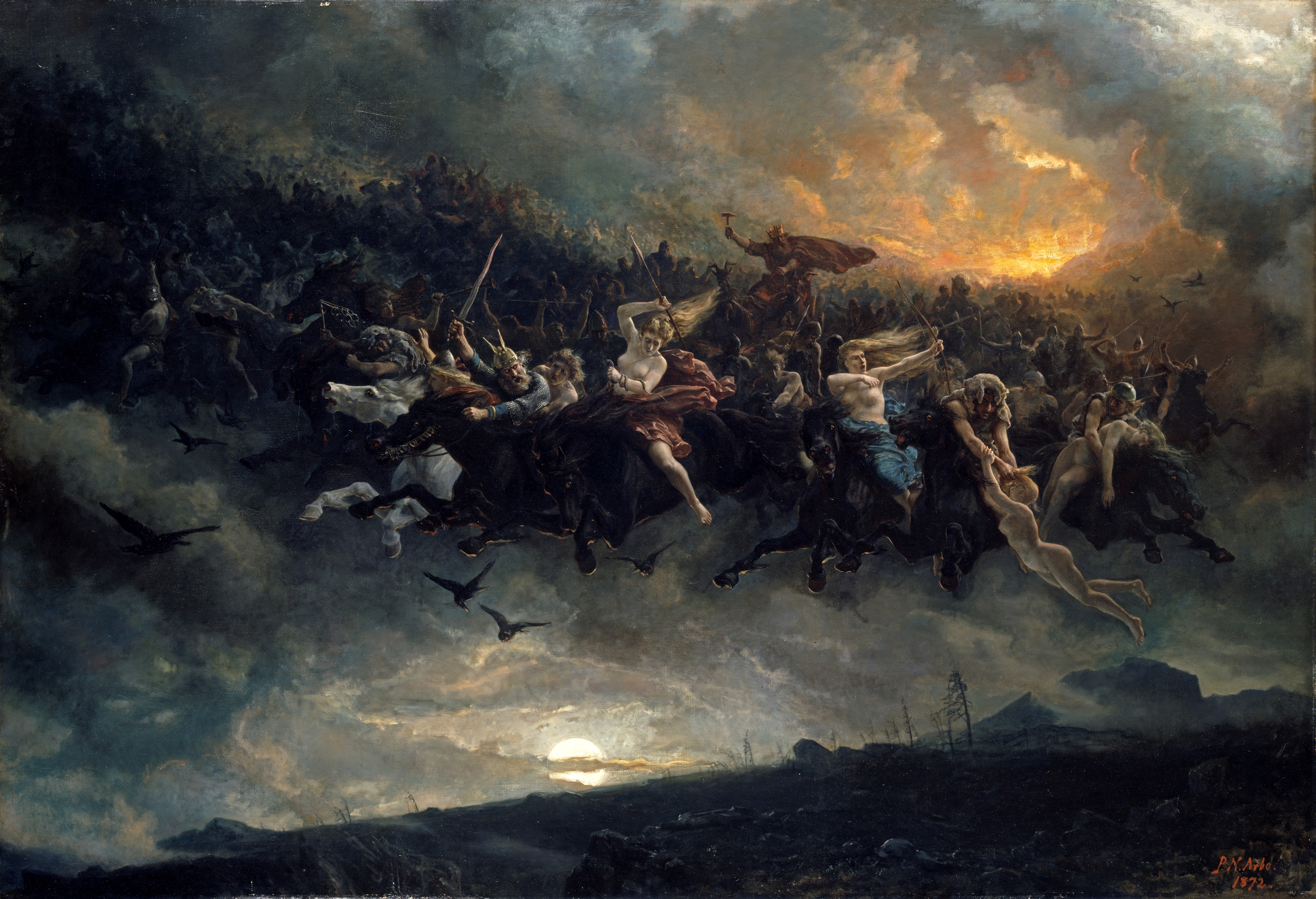
Дике полювання Одіна (1872)
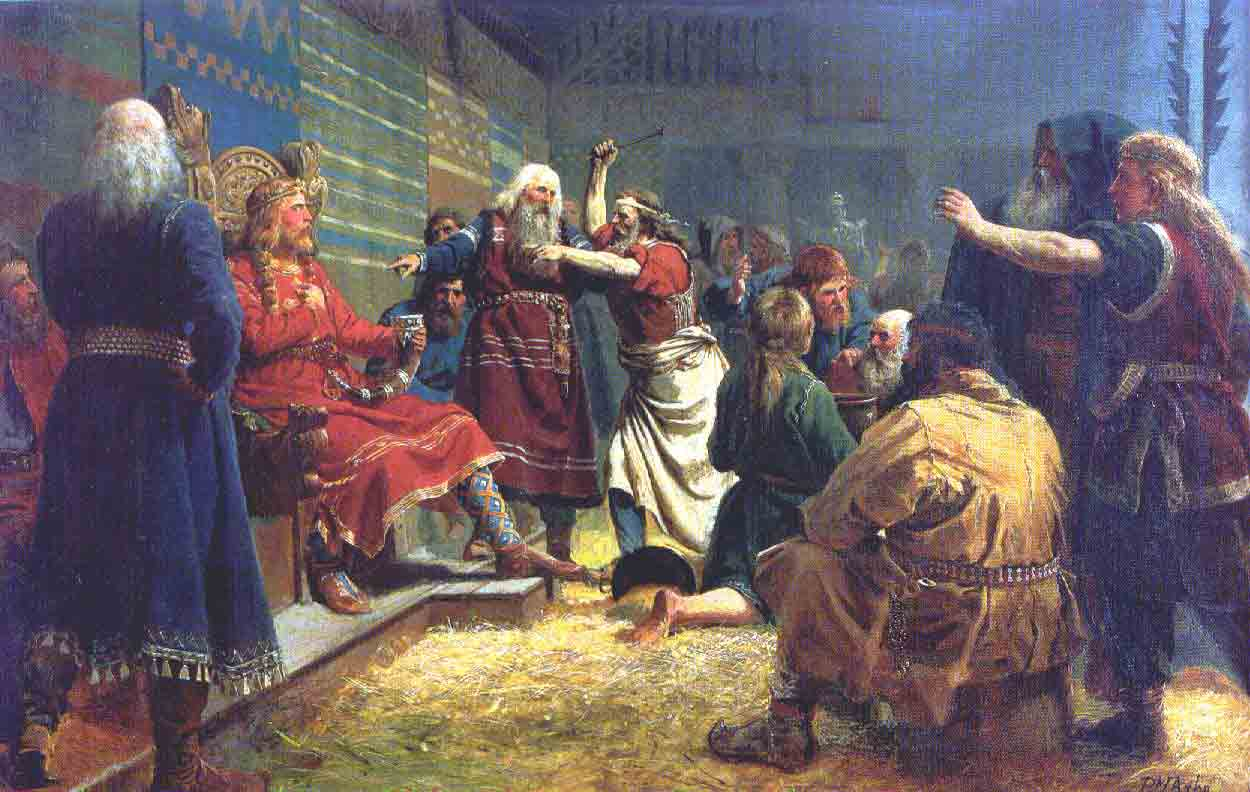
Гокон I Добрий (1860)
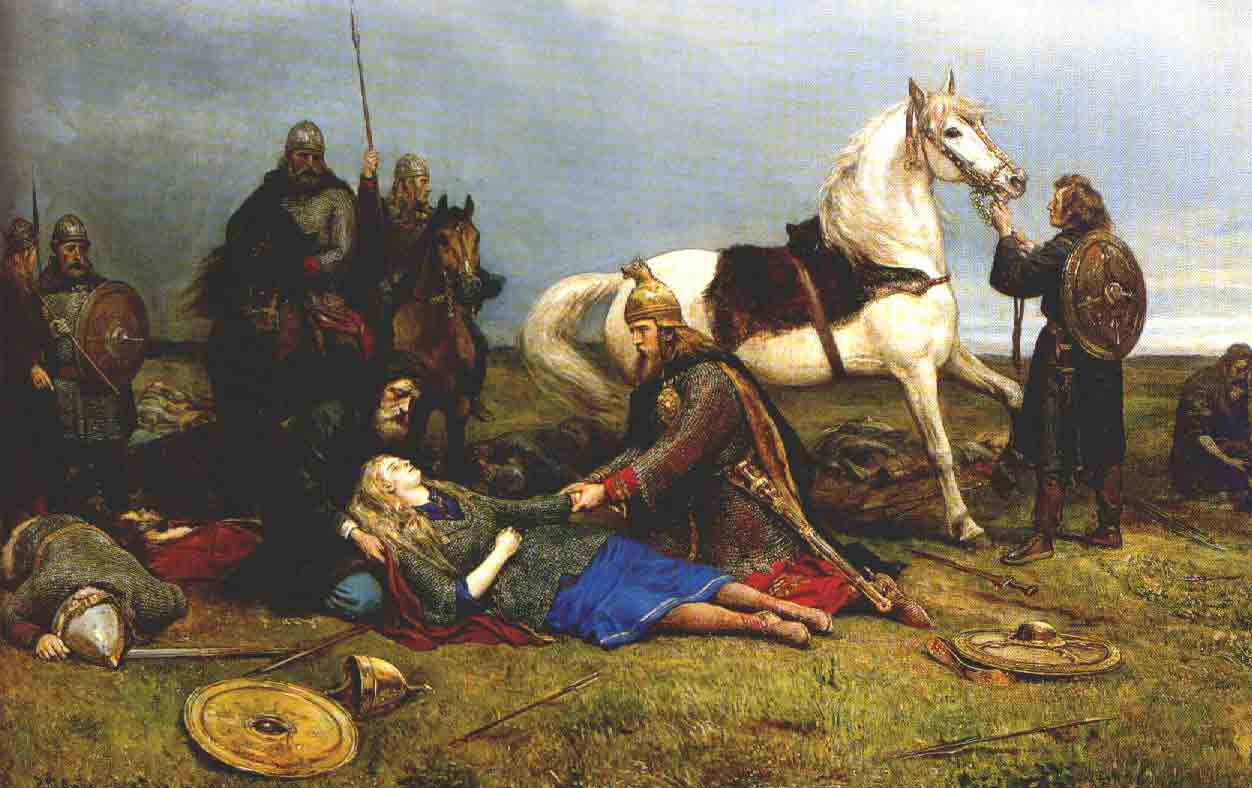
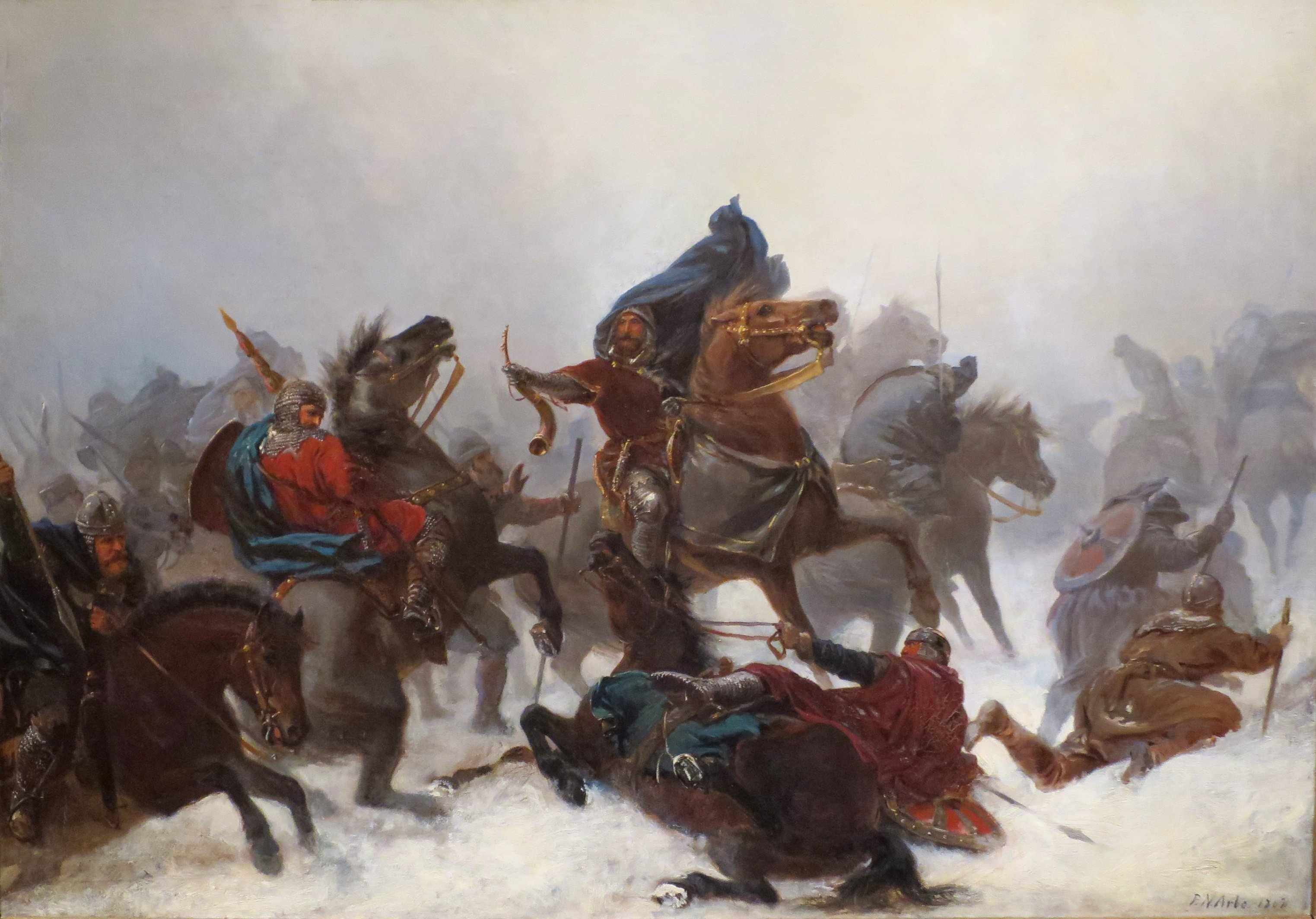
Перехід Сверріра через гори у Воссі (1861)
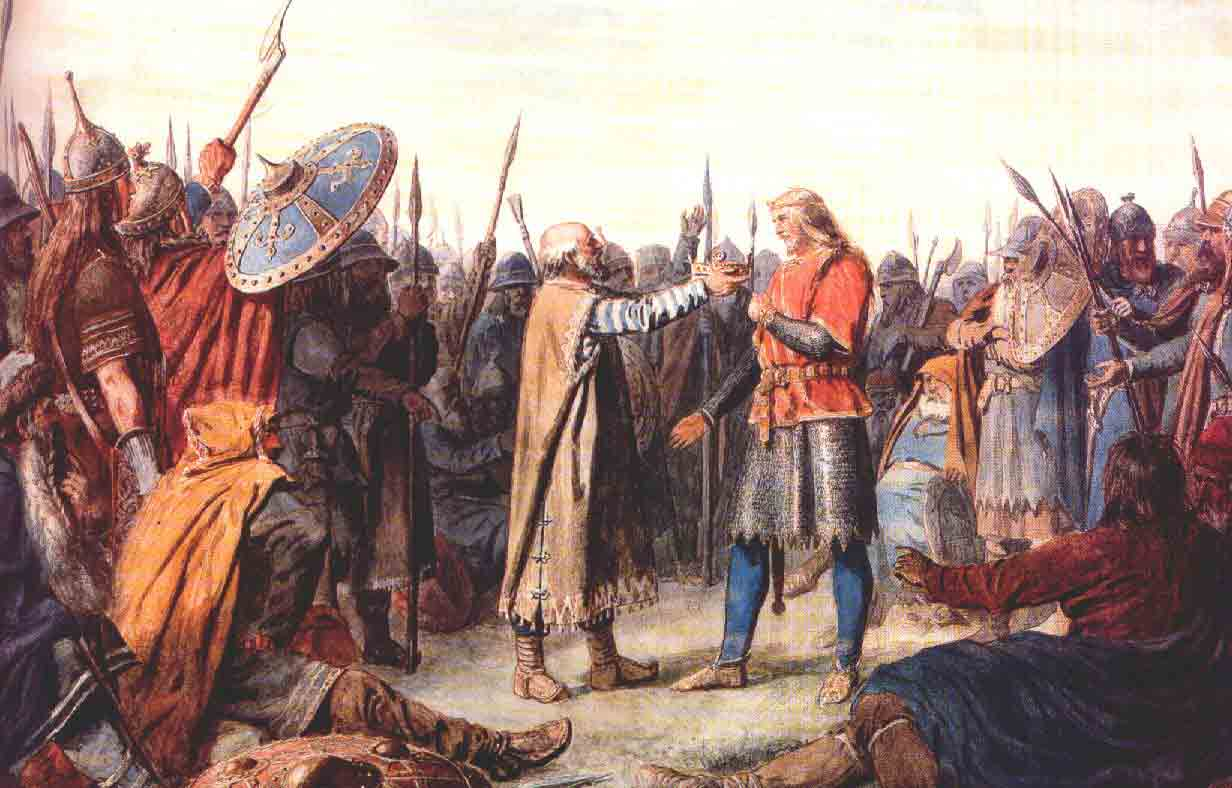
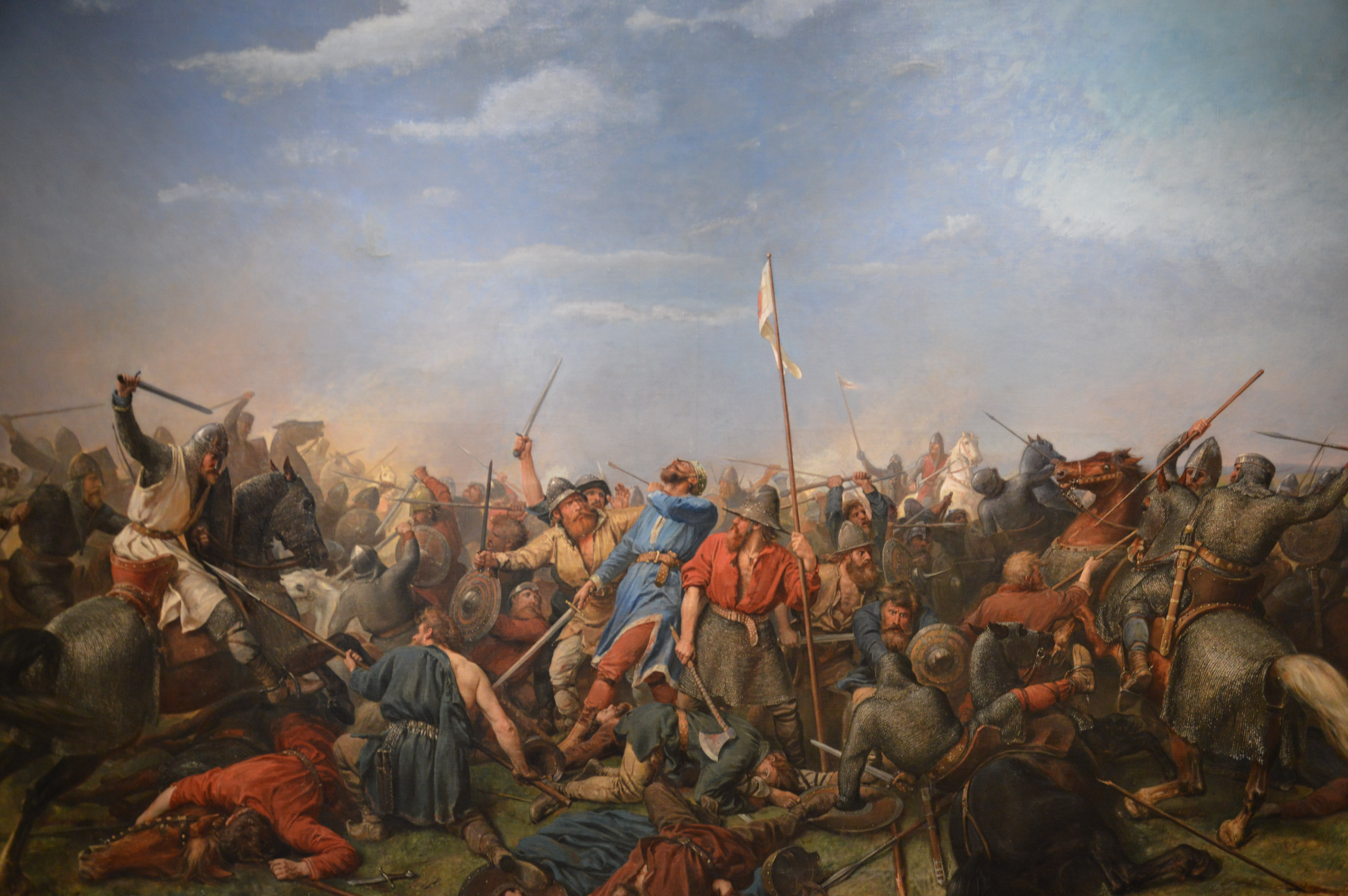
Битва при Стемфорд Брідж (1870)
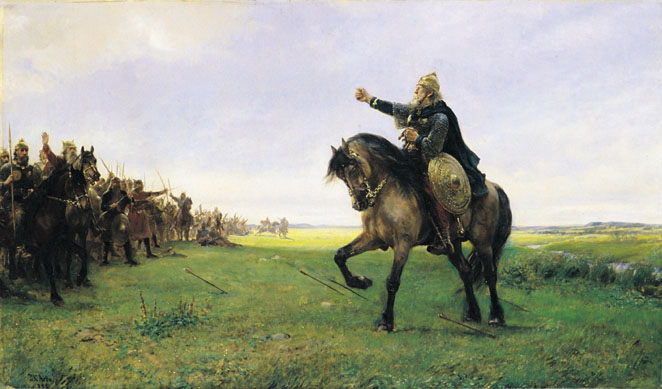
Гізур викликає гунів на двобій (1886)
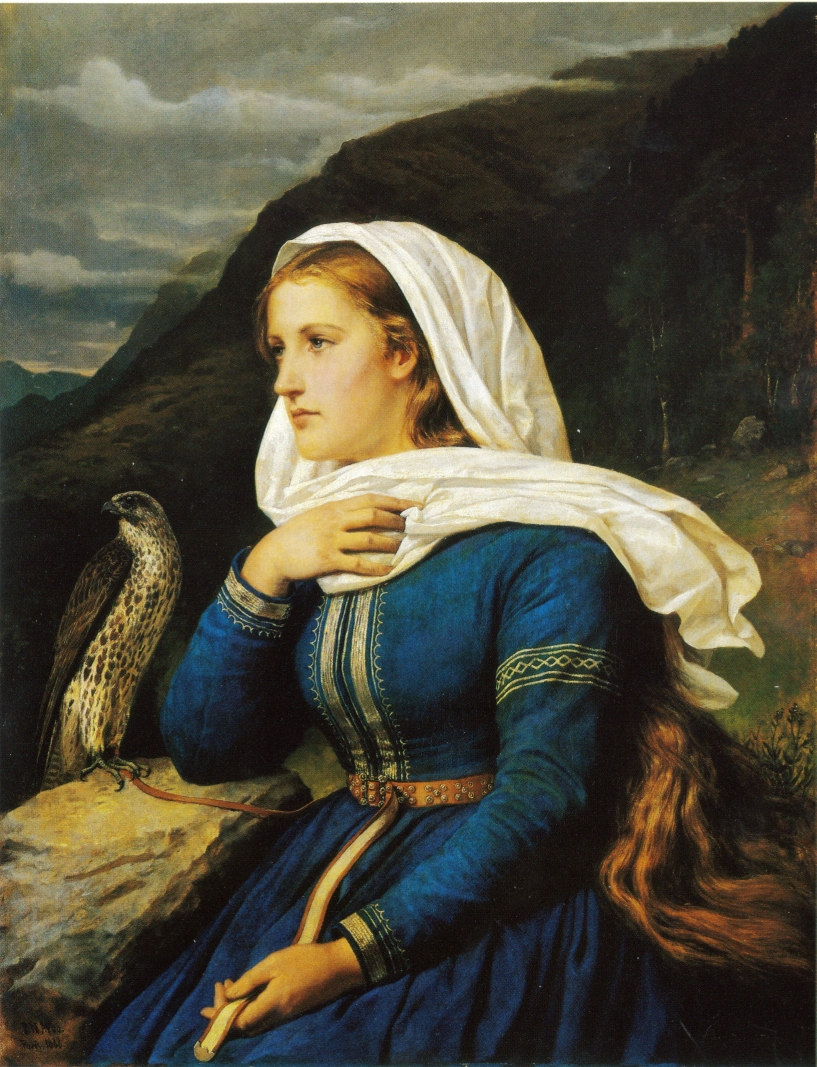